# Chlorophytum herrmannii
Chlorophytum herrmannii là một loài thực vật có hoa trong họ Măng tây. Loài này được Nordal & Sebsebe mô tả khoa học đầu tiên năm 2005.